# ZINGAI (映像作品)
『ZINGAI』（ジンガイ）は、Eveの1作目の映像作品。2022年12月13日にトイズファクトリーから発売された。

## 概要
2022年8月30日に開催されたライブ「Eve Live Tour 2022 廻人 日本武道館 追加公演」のライブ映像やLiveFilm映像、歴代のミュージック・ビデオを網羅した映像集。
60ページ以上にのぼるブックレットが付属する初回限定・樹脂ケース特製BOX仕様のZINGAI盤と通常盤の2形態が存在する。
8月30日の日本武道館ライブ終了直後に本作品をリリースすることがサプライズで発表された。
また本作は、2017年12月13日に発売された自身のアルバム『文化』から5周年を記念して発売された。

## チャート成績
『ZINGAI』は2022年12月26日付のオリコン週間DVDランキングにおいて4,557枚を売り上げ、初登場5位を記録。
また、同日付のオリコン週間Blu-rayランキングにおいて10,805枚を売り上げ、初登場4位を記録した。

## 収録内容
※全形態収録内容は共通

### Disc 1
- Eve Live Tour 廻人 2022.8.30 @日本武道館
  1. 廻人
  2. 藍才
  3. 夜は仄か
  4. YOKU
  5. doublet
  6. LEO
  7. レーゾンデートル
  8. いのちの食べ方
  9. slumber
  10. トーキョーゲットー
  11. アウトサイダー
  12. ラストダンス
  13. 杪夏
  14. 蒼のワルツ
  15. 心海
  16. fanfare
  17. ナンセンス文学
  18. ドラマツルギー
  19. 廻人
  20. 廻廻奇譚
  21. 退屈を再演しないで
  22. デーモンダンストーキョー
  23. 群青讃歌
  24. お気に召すまま
  25. 君に世界
- Live Film ver. Music Video
  1. 廻廻奇譚（Live Film ver.）
  2. ドラマツルギー（Live Film ver.）
  3. いのちの⾷べ⽅（Live Film ver.）
  4. アヴァン（Live Film ver.）

### Disc 2
- Music Video 2016〜2022

1. デーモンダンストーキョー
2. ナンセンス⽂学
3. あの娘シークレット
4. ドラマツルギー
5. お気に召すまま
6. sister
7. アウトサイダー
8. トーキョーゲットー
9. アンビバレント
10. ラストダンス
11. 僕らまだアンダーグラウンド
12. 君に世界
13. 闇夜
14. バウムクーヘンエンド
15. レーゾンデートル
16. ⼼予報
17. LEO
18. ⽩銀
19. いのちの⾷べ⽅
20. 約束
21. 廻廻奇譚
22. ⼼海
23. 蒼のワルツ
24. 平⾏線 - Eve × suis from ヨルシカ
25. 夜は仄か
26. 遊⽣夢死
27. 群⻘讃歌
28. 藍才
29. 退屈を再演しないで
30. YOKU
31. Bubble feat. Uta
32. 暴徒
33. 廻廻奇譚（Adam by Eve ver.）